# Craig Thompson
Pour les articles homonymes, voir Thompson.
Craig Thompson est un dessinateur et scénariste de bande dessinée américain né en 1975 à Traverse City (Michigan).

## Biographie

### Jeunesse
Craig Thompson est né à Traverse City dans le Michigan, en 1975. Il a grandi avec son frère Phil et sa sœur dans un milieu rural à Marathon dans le  Wisconsin, au sein d'une famille chrétienne fondamentaliste. Son père était plombier et sa mère travaillait alternativement en tant que mère au foyer et assistante infirmière visiteuse pour personnes handicapées. Les films et les émissions de télévision étaient surveillés ou totalement censurés par leurs parents et la seule musique autorisée était la musique chrétienne. Son seul accès à l'art étaient les comic strip des journaux et les comics, puisqu'ils étaient censés s'adresser aux enfants, raison pour laquelle  Craig Thompson pense avoir développé un goût prononcé pour ce genre. Thompson et son frère appréciaient particulièrement les bandes dessinées indépendantes en noir et blanc des années 1980, telles que les Teenage Mutant Ninja Turtles et de l’éthique du bricolage qu’elles incarnaient.
Au lycée, Thompson rêvait de devenir un artiste local dans une petite ville ou un animateur de film. Il a fait ses études à l'université de Wisconsin–Marathon County (en) pendant trois semestres, au cours desquels il a commencé à écrire une bande dessinée pour le journal universitaire et « est tombé amoureux de la bande dessinée, tout à coup. Cela a répondu à tous mes besoins -- J'ai pu dessiner des dessins animés, raconter une histoire, mais j'avais aussi un contrôle total et je n'étais pas juste un rouage dans une machine quelque part ». Après avoir passé un semestre au Milwaukee Institute of Art & Design (en), Thompson a quitté sa ville natale en 1997 et s'est installé à Portland dans l'Oregon,.

### Carrière
Son premier livre Adieu Chunky Rice lui vaut en 1999 le Harvey Award du meilleur espoir (Best New Talent).
Blankets, manteau de neige, un roman graphique de six cents pages, remporta aux États-Unis trois prix Harvey, deux Eisner Award (Meilleur album - matériel inédit et Meilleur scénariste/dessinateur) et en France le prix de la critique décerné par l'ACBD.
En 2004, il voyage en Europe et en Afrique du nord, dont il tire un carnet de voyage illustré intitulé Un Américain en balade (titre original : Carnet de voyage), qui fait l'objet d'une édition augmentée publiée en 2018 aux États-Unis.
En 2011 paraît aux États-Unis son second imposant album, de plus de six cents pages, intitulé Habibi. Il raconte, de façon onirique, l'histoire d'une rencontre entre une ancienne esclave éduquée par son défunt mari et d'un enfant. Cet album explore de nombreux thèmes différents, parmi lesquels la religion et les traumatismes sexuels.
Son dernier roman graphique, paru en 2015 aux États-Unis, s'intitule Space Dumplins (Space Boulettes en version française). Il s'agit d'un ouvrage de science-fiction à destination de la jeunesse, dont le personnage principal est une petite fille prénommée Violette.

## Publications

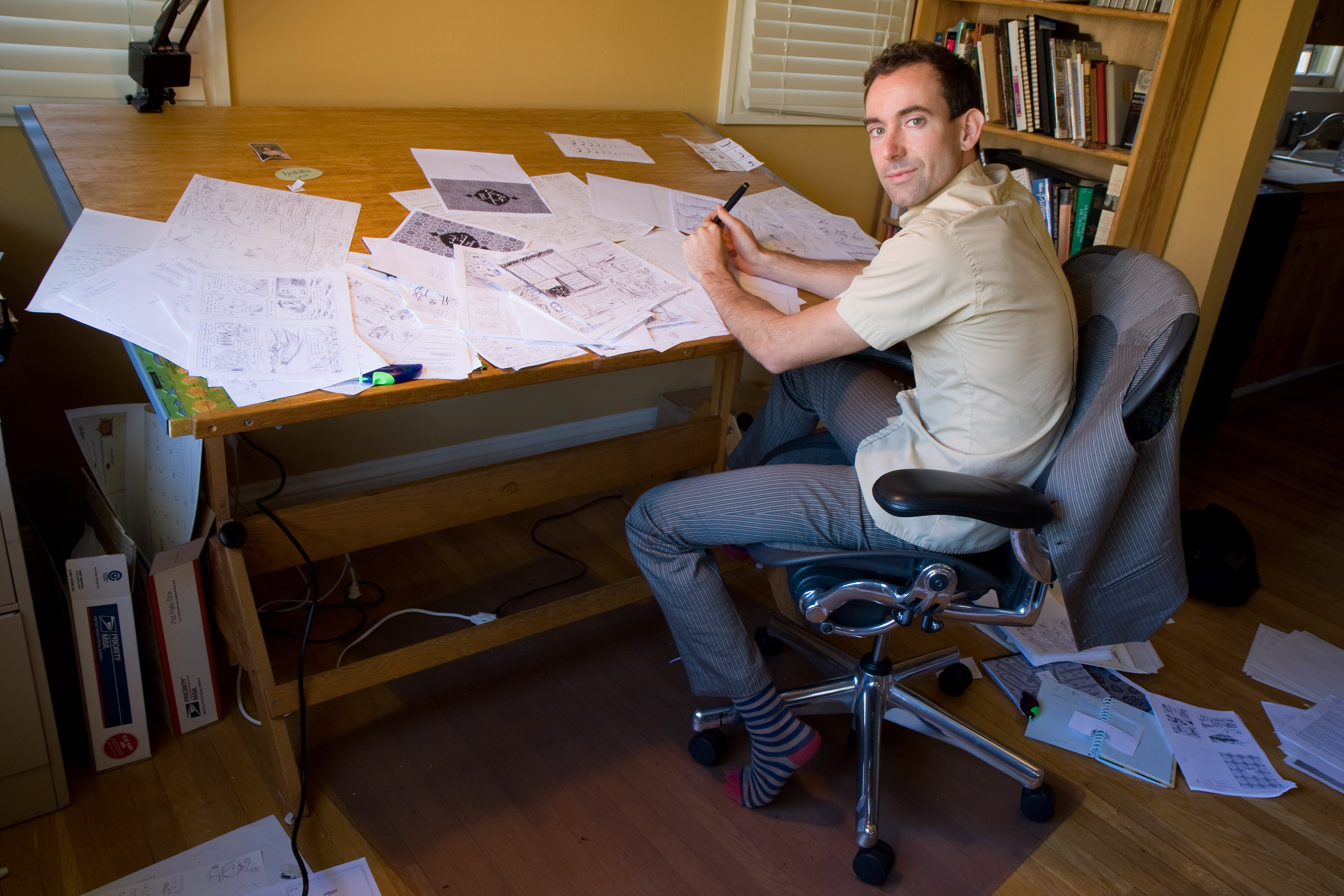
Craig Thompson en 2009.

### Aux États-Unis
- Goodbye, Chunky Rice - Top Shelf (1999)  (ISBN 1891830090)
- Blankets - Top Shelf (2003)  (ISBN 1891830430)
- Carnet de Voyage - Top Shelf (2004)  (ISBN 1891830600)
- Conversations #1 (2004) avec James Kochalka
- Habibi (2011)
- Space Dumplins (2015)

#### Histoires courtes
- Top Shelf #6 (1998)
- Top Shelf: Under the Big Top (1999)
- Expo 2000 (2000)
- The Big Book of Seventies (2000)
- Scatterbrain (2001)
- Bizzaro Comics (2001)
- Happy Endings (2002)
- Reveal (2002)
- Rosetta Vol 2 (2004)

#### Mini-Comics
- My Friend Joey's Legs (1996)
- Two-Way Cartoon Machine (1996)
- Kissy Poo Garden (1997)
- Doot Doot Garden (2000)
- Bible Doodles (2000)

### En France
Bande dessinée
- Adieu Chunky Rice, Delcourt, 2002  (ISBN 2-84055-859-9)
- Blankets, Manteau de neige, Casterman, 2004  (ISBN 2-203-39608-3)
- Un Américain en balade, Casterman, 2005  (ISBN 2-203-39620-2). 
  - Réédition augmentée sous le titre Carnet de voyage, Casterman, 2018  (ISBN 9782203164369).
- Habibi, Casterman, 2011  (ISBN 978-2-203-00327-9)
- Space Boulettes, Casterman, 2016  (ISBN 978-2-203-09991-3)
- Ginseng Roots, Casterman, 2024  (ISBN 978-2-203-28437-1).

Illustration
- Melissa, Éditions Le Neuvième Monde (portfolio en sérigraphie ; 333 ex. numérotés et signés par l'artiste), 2003  (ISBN 2-84456-057-1)

## Prix et récompenses
- 2000 : prix Harvey du meilleur nouveau talent pour Adieu Chunky Rice
- 2004 : 
  - Prix Eisner du meilleur album et du meilleur auteur réaliste pour Blankets[9]
  - Prix Harvey du meilleur dessinateur, du meilleur auteur et du meilleur album pour Blankets
  - Prix Ignatz du meilleur auteur et du meilleur album pour Blankets
- 2005 
  -  Grand prix de la critique de l'ACBD pour Blankets[10]
  -  Prix Micheluzzi de la meilleure bande dessinée pour Blankets
  -  Prix Peng ! de la meilleure bande dessinée pour Blankets
- 2017 :  Prix Peng ! de la meilleure bande dessinée des États-Unis pour Carnet de voyage
- 2012 : prix Eisner du meilleur auteur pour Habibi